# Federazione di rugby a 15 dell'Armenia
La Federazione di rugby a 15 dell'Armenia (in armeno Հայաստան Ռեգբիի ֆեդերացիա?, Hayastan Regbii federats’ia; in russo Федерация регби Армении?, Federacija Regbi Armenii; in inglese Rugby Federation of Armenia) è l'organismo di governo del rugby a 15 in Armenia.
Istituita nel 2000, dal 2014 non fa più parte di Rugby Europe che l'ha sospesa a seguito di pesanti accuse di corruzione dei vertici federali e inattività (meno di 10 squadre di club, un campionato e mancata presentazione di una selezione internazionale); a seguire, anche World Rugby da tale data non riconosce la federazione armena.